# Els subornats
Els subornats (títol original en anglès The Big Heat) és una pel·lícula estatunidenca dirigida per Fritz Lang i estrenada l'any 1953.	

## Repartiment
- Glenn Ford: Dave Bannion
- Gloria Grahame: Debby Marsh
- Jocelyn Brando: Katie Bannion
- Alexander Scourby: Mike Lagana
- Lee Marvin: Vince Stone
- Jeanette Nolan: Bertha Duncan
- Peter Whitney: Tierney
- Willis Bouchey: Ted Wilks
- Robert Burton: Gus Burke
- Adam Williams: Larry Gordon
- Howard Wendell: Higgins
- Chris Alcaide: George Rose
- Michael Granger: Hugo
- Dorothy Green: Lucy Chapman
- Carolyn Jones: Doris